# Eindhoven Team Time Trial 2006
L'Eindhoven Team Time Trial 2006, seconda edizione della corsa, valevole come quindicesimo evento del circuito UCI ProTour 2006, si disputò il 18 giugno 2006 su un percorso di 48,6 km. Fu vinto dal Team CSC in 52'28" alla media di 55,57 km/h.

## Classifica (Top 10)
| Pos. | Squadra                | Tempo   |
| ---- | ---------------------- | ------- |
| 1    | Team CSC               | 52'28"  |
| 2    | Discovery Channel      | a 42"   |
| 3    | Team Gerolsteiner      | a 55"   |
| 4    | Phonak Hearing Systems | a 1'25" |
| 5    | Davitamon-Lotto        | a 1'31" |
| 6    | Rabobank               | a 1'34" |
| 7    | Liquigas               | a 1'56" |
| 8    | T-Mobile Team          | a 2'09" |
| 9    | Cofidis                | a 2'18" |
| 10   | AG2R Prévoyance        | a 2'24" |